# Йофре, Фелипе
Фелипе Йофре (исп. Felipe Yofre; 2 сентября 1848, Кордова, Аргентина — 1939, Буэнос-Айрес, Аргентина) — аргентинский юрист и государственный деятель, и. о. министра иностранных дел Аргентины (1899—1900).

## Биография
Родился в семье лидера Федеральной партии в провинции Кордова, окончив юридический факультет Национального университета Кордовы, занялся адвокатской практикой. С 1870-х гг. участвовал в политической жизни своей провинции, в 1880 гг. был избран  депутатом Конгресса, принимал активное участие в обсуждениях, ведущих к федерализации Буэнос-Айреса и получению им отдельного столичного статуса. В последующие годы он принимал активное участие в разработке закона, который создал Национальную территорию Мисьонес.
В 1886 г. был назначен судьей Апелляционного суда федеральной столицы. В 1893 г. становится  сенатором, выступилавтором закона, который создал Национальный Департамент горнорудной промышленности и геологии, также был создателем национальной лотереи.
Он оставил свое место в Сенате, чтобы в 1898 г. занять пост министра внутренних дел в администрации президента Хулио Роки. Во время своего пребывания на этом посту до августа 1901 г. он создал правовую основу, по которой коммунальный принцип организации был распространен по всей стране. также разработал ряд законов, вводящих санкции за организацию национальных территорий, а также наделяющих достаточными финансовыми ресурсами для автономного управления. Подготовил «Закон о резидентах», позволявших правительству выслать любого иностранца, который считался нежелательным; закон был направлен на борьбу с начинающимся профсоюзным движением, а также санкционировал нападения на анархистских активистов. Также создал первую национальную местную колонию на национальной территории Чако.
С 1899 по 1900 г. в течение нескольких месяцев исполнял обязанности министра иностранных дел, пока Амансио Алькорта полностью посвятил себя разрешению пограничных споров с Чили. При посредничестве Соединенных Штатов в этот период удалось решить аргентино-чилийский спор территориального спора вокруг Пуна-де-Атакамы. На
Панамериканской конференции в Мехико в 1901 г. Колумбия и Венесуэла посоветовали ему обратиться в арбитраж иностранного главы государства, что было истолковано Чили как опасный шаг, чилийское правительство в ответ намеревалось возобновить военные действия и только отставка политика с поста глав МИДа помогла этому помешать.
В 1904 г. был одним из кандидатов на пост президента Национальной партии автономистов. В 1905 г. он был назначен сенатором, подав в отставку спустя два года, он принял решение об уходе из политики.
Город Фелипе Йофре в провинции Корриентес назван в честь министра.